# Mercedes Cup 2001
Il Mercedes Cup 2001 è stato un torneo di tennis giocato sulla terra rossa. È stata la 24ª edizione del Mercedes Cup, che fa parte della categoria International Series Gold nell'ambito dell'ATP Tour 2001. Si è giocato a Stoccarda in Germania, dal 16 al 22 luglio 2001.

## Campioni

### Singolare
Gustavo Kuerten ha battuto in finale  Guillermo Cañas con il punteggio di 6–3, 6–2, 6–4

### Doppio
Guillermo Cañas /  Rainer Schüttler hanno battuto in finale  Michael Hill /  Jeff Tarango con il punteggio di 4–6 7–6(1) 6–4